# Zdeněk Douša
Zdeněk Douša (Praga, Checoslovaquia, 5 de marzo de 1947-3 de noviembre de 2023) fue un baloncestista checoslovaco que jugó en la posición de pívot.

## Carrera

### Club
Jugó toda su carrera con el BC Sparta Praha de 1966 a 1989, con el que fue seleccionado en el equipo ideal de la liga en la temporada de 1974/75.

### Selección nacional
Jugó para Checoslovaquia de 1970 a 1980, participó en tres ediciones de los Juegos Olímpicos, tres apariciones en el Campeonato Mundial de Baloncesto y ganó el tercer lugar en el EuroBasket de 1977 en Bélgica.

## Vida personal
Estuvo casado con la baloncestista Hana Jarošová y fue padre de los baloncestistas David Douša y Daniel Douša.

## Logros
- Equipo Ideal de la Liga de Checoslovaquia en 1975.
- Equipo del Siglo de Checoslovaquia en 2001.